# Généralité
Im Frankreich des Ancien Régime war die Généralité ein hauptsächlich fiskalischer Verwaltungsbezirk, der im 14. Jahrhundert entstand und im Jahr 1542 von Franz I. im Edikt von Cognac neu definiert wurde.
Es gab vier Generalités am Ende des 15. Jahrhunderts. Die letzten (Bayonne und Pau) wurden 1784 gegründet. Ihre Zahl belief sich damals auf 37, sank jedoch 1787 auf 35 zurück. 1790 verschwanden sie aufgrund der Schaffung der Départements durch die Verfassunggebende Nationalversammlung (1789).
Die Generalités tauchten erst spät auf, zu einer Zeit, als das Königtum sich in Richtung der absoluten Monarchie bewegte, nachdem es der Macht der Feudalfürsten des Königreichs (beispielsweise Herzog von Burgund, Herzog der Bretagne) ein Ende bereitet hatte. Sie wurden mehrere Jahrhunderte nach den kirchlichen Diözesen, die am Ende der Antike und zu Beginn des Mittelalters gebildet worden waren, den Feudalherrschaften (10. und 11. Jahrhundert) und den Bailliagen und Senechaussées (12. Jahrhundert) geschaffen und brachten zum ersten Mal eine gewisse administrative Einheit in das Königreich.
Ihre Rolle bestand zunächst in der Finanzverwaltung, doch ihre Machtbefugnisse wurden später erweitert, sodass sie im 18. Jahrhundert den wichtigsten Rahmen der königlichen Verwaltung bildeten. Sie wurden zunächst von den Generalverwaltern der Finanzen geleitet, ihre Rolle wurde jedoch nach und nach von den sogenannten Intendanten für Finanzen übernommen, die ursprünglich für die Überprüfung der Generalverwalter zuständig waren.

## Geschichte

### Die Generalverwalter der Finanzen (14. Jahrhundert)
Der Name Generalité geht auf die Generalverwalter der Finanzen zurück, die von den Generalständen unter der Herrschaft von Johann dem Guten im 14. Jahrhundert zu Beginn des Hundertjährigen Krieges geschaffen wurden.

### Die vier Finanzregionen am Ende des 15. Jahrhunderts
Ende des 15. Jahrhunderts wurde die Krondomäne steuerlich auf vier Finanzregionen aufgeteilt, denen ein Schatzmeister für die ordentlichen Finanzen und ein Generalverwalter der Finanzen für die außerordentlichen Finanzen zugeordnet war. Da diese Beamten am Hof residierten, wurden sie vor Ort durch vier Steuereintreiber vertreten. Die allgemeinen Einnahmen bildeten den Rahmen für die Erhebung direkter und indirekter königlicher Steuern: Einnahmen aus der Krondomäne, Taille (direkte Steuer), Aides (indirekte Steuer) und Salzsteuer.
Die vier Finanzregionen waren:
- die Normandie mit Sitz in Rouen (vermutlich ab 1357), deren Gerichtsbarkeit dem Herzogtum Normandie entspricht, das ab 1204 in die Krondomäne integriert wurde,
- die von Languedoc mit Sitz in Montpellier (vermutlich ab 1377), die das Languedoc, Lyonnais, Forez und Beaujolais umfasste,
- die von Outre-Seine-et-Yonne mit Sitz in Paris (vermutlich ab 1436), die die Île-de-France und die Champagne umfasste,
- die von Languedoïl mit Sitz in Tours (vermutlich ab 1452), die das Nivernais, Orléanais, Touraine, Anjou, Maine, Berry, Poitou, Bourbonnais, Auvergne, Marche, Guyenne (1523 abgetrennt), Périgord, Rouergue umfasste.

Einige Provinzen (Bretagne, Burgund, Dauphiné, Picardie, Provence) blieben von dieser Struktur ausgeschlossen, obwohl sie ebenfalls über einen Generalverwalter und einen Anweisungsbefugten verfügten.

### Das Edikt von Cognac (1542) und seine Folgen
Das Edikt vom 7. Dezember 1542 schuf sechzehn Finanzregionen oder Generalités. Das Edikt beendet die Unterscheidung zwischen gewöhnlichen und außergewöhnlichen Finanzen.
Ein Edikt Heinrichs II. vom Januar 1552 setzte in siebzehn Generalités Schatzmeister ein und erlegte ihnen die Verpflichtung auf, dort zu wohnen. Ihr offizieller Titel lautete „Schatzmeister Frankreichs und Finanzgeneräle“.
In den folgenden Jahrzehnten stieg die Zahl der Mitarbeiter des Schatzmeisters. Im Jahr 1577 wurde in jeder Generalité ein Finanzamt eingerichtet. Jedes Amt bestand aus zwei Präsidenten, acht Beamten und mehreren ausführenden Angestellten. Einige dieser Ämter wurden abwechselnd ausgeübt. Jedes Jahr waren zwei Beamte zuständig, einer für die Rechnungslegung, der andere für die Steuereinziehung.

### Von der Generalité zur Intendanz

#### Herkunft der Intendanten
Von Beginn an wurden die Generalités von den für die Kontrolle der Finanzen zuständigen Maîtres des requêtes geprüft. Letztere nahmen zu Beginn des 17. Jahrhunderts den Titel Intendant für Polizei, Justiz und Finanzen und vom König ernannter Kommissar an.
Ab dem Ende des 17. Jahrhunderts, unter der Herrschaft Ludwigs XIV., residierten die Intendanten dauerhaft in einer Generalité. Die Intendanten wurden daher eher zu Verwaltern als zu Inspektoren und ihre Macht gingen über die des Generalinspektors hinaus.
Im 18. Jahrhundert wurden die Intendanzen in Subdelegationen aufgeteilt, die einem vom Intendanten gewählten und von ihm abrufbaren Subdelegat anvertraut wurden.

#### Rolle der Intendanten am Ende des 18. Jahrhunderts
Neben seinen offiziellen Pflichten kümmerte sich der Intendant oft um die wirtschaftliche und soziale Entwicklung seiner Generalité: Einführung neuer Nutzpflanzen, Verbesserung des Straßennetzes, Organisation von Wohltätigkeitsorganisationen, Verwaltung der Weizenvorräte zur Vermeidung von Hungersnöten.
Der Intendant war eines der wichtigsten Räderwerke in der fortschreitenden Zentralisierung Frankreichs. Manchmal wird angenommen, dass er die heutigen Präfekten vorwegnahm
Obwohl die Wörter „Generalité“ und „Intendanz“ im allgemeinen Sprachgebrauch damals als Synonyme galten, stimmten die Anzahl der Generalités und Intendanzen nicht ganz überein. Es gab beispielsweise Intendanzen für mehrere Generalités und Intendanzen, die nicht deckungsgleich mit den Generalités waren.

Généralités und steuerrechtliche Einteilung

## Andere Finanzinstitutionen
Die Unabhängigkeit der Generalités gegenüber anderen Verwaltungseinheiten durfte nicht so weit gehen, dass die steuerliche Ungleichheit der Provinzen und insbesondere die Verhandlung über die Belastung der sogenannten Pays d’états („Ständeländer“) außer Acht gelassen wurden.
Ein Pays d’états war eine Provinz mit Provinzständen, einer Versammlung, die die drei Stände (Klerus, Adel und dritter Stand) vertrat. Die Rolle der Provinzstände war vor allem fiskalischer Natur. Jedes Jahr mussten sie mit dem Intendanten die Höhe der Provinzsteuer aushandeln, dann ihre Verteilung auf die Diözesen und Pfarreien sicherstellen und schließlich ihre Einziehung kontrollieren. Die Provinzstände zahlten den größten Teil der Einnahmen in die königliche Staatskasse ein, behielten jedoch einen Teil ein, um den Ausbau der Wege zu finanzieren.
Neben den Pays d'états gab es auch Pays d'élection, Provinzen, deren Provinzstände im 15. und 16. Jahrhundert abgeschafft wurden. Dort verteilte der Intendant mit Hilfe gewählter Beamter die von der Generalités geschuldeten Steuern. Der Name „élection“ (Wahl) rührt daher, dass diese Vertreter der königlichen Regierung ursprünglich von den Generalständen gewählt wurden, um für die Einziehung der von einer solchen Versammlung erhobenen Steuern zuständig zu sein.
Ein Steuerbezirk wurde als Pays d’imposition bezeichnet, der weder ein Pays d'états noch ein Pays d'élection war. Dabei handelte es sich um ab 1648 annektierte Gebiete (beispielsweise Elsass, Korsika), in denen die Steuerhoheit dem Intendanten übertragen wurde.